# Ben McLemore
Ben McLemore III, né le 11 février 1993 à Saint-Louis au Missouri (États-Unis), est un joueur américain de basket-ball évoluant au poste d'arrière et mesurant 1,91 m.

## Biographie

### Carrière universitaire
Ben McLemore évolue pour sa première saison universitaire dans l'un des meilleurs programmes universitaires de basket-ball aux États-Unis : les Jayhawks du Kansas. Il réussit sa première saison et compile 15,9 points par rencontre en 32,2 minutes à 49,5 % de réussite aux tirs. Avec un taux de réussite de 42 % aux tirs à trois points et de 87 % aux lancers francs, il est l'un des arrières les plus adroits de sa génération.

### Carrière en NBA

#### Kings de Sacramento (2013-2017)
Ben McLemore se présente à la Draft 2013 de la NBA et fait partie, avec Nerlens Noel, des favoris pour être choisi à la première place. À la veille de la draft, il change d'agent pour Rodney Blackstock et cela créé la polémique puisque ce dernier est suspecté d'avoir payé le joueur et son cousin pour le recruter. Il est choisi par les Kings de Sacramento en 7e position lors de cette draft 2013.
McLemore est nommé rookie du mois de la conférence Ouest pour le mois de novembre. Le 15 février 2014, il est sélectionné pour le Slam Dunk Contest.
Le 19 octobre 2014, il signe une extension de contrat avec les Kings jusqu'à l'été 2016.

#### Grizzlies de Memphis (2017-2018)
Le 3 juillet 2017, il signe chez les Grizzlies de Memphis pour 11 millions de dollars sur deux ans.

#### Kings de Sacramento (2018 - 2019)
Le 17 juillet 2018, il est envoyé aux Kings de Sacramento avec Deyonta Davis en échange de Garrett Temple. Il retrouve donc la franchise qui l'avait drafté en 2013.
Le 7 février 2019, il est coupé par les Kings de Sacramento.

#### Rockets de Houston (2019 - 2021)
Le 23 juillet 2019, il signe avec les Rockets de Houston.
Le 3 avril 2021, il est coupé par les Rockets de Houston.

#### Lakers de Los Angeles (2021)
Le 6 avril 2021, il signe avec les Lakers de Los Angeles jusqu'à la fin de la saison.

#### Trail Blazers de Portland (2021-2022)
En août 2021, McLemore s'engage avec les Trail Blazers de Portland.

### Affaire criminelle
En juillet 2025, McLemore est reconnu coupable de viol et agression sexuelle par un tribunal de l'Oregon pour des faits datant de 2021 et condamné à 8 ans de prison.

## Palmarès
- Rookie du mois de la Conférence Ouest en novembre 2013.

## Statistiques

### Universitaires
Les statistiques de Ben McLemore en matchs universitaires sont les suivantes :
| Saison    | Équipe   | Matchs | Titul. | Min./m | % Tir | % 3pts | % LF | Rbds/m. | Pass/m. | Int/m. | Ctr/m. | Pts/m. |
| --------- | -------- | ------ | ------ | ------ | ----- | ------ | ---- | ------- | ------- | ------ | ------ | ------ |
| 2012-2013 | Kansas   | 37     | 37     | 32,2   | 49,5  | 42,0   | 87,0 | 5,19    | 1,97    | 1,00   | 0,68   | 15,92  |
| Carrière  | Carrière | 37     | 37     | 32,2   | 49,5  | 42,0   | 87,0 | 5,19    | 1,97    | 1,00   | 0,68   | 15,92  |

### Professionnelles

#### Saison régulière
gras = ses meilleures performances
| Saison    | Équipe      | Matchs | Titul. | Min./m | % Tir | % 3pts | % LF | Rbds/m. | Pass/m. | Int/m. | Ctr/m. | Pts/m. |
| --------- | ----------- | ------ | ------ | ------ | ----- | ------ | ---- | ------- | ------- | ------ | ------ | ------ |
| 2013-2014 | Sacramento  | 82     | 55     | 26,7   | 37,6  | 32,0   | 80,4 | 2,87    | 1,00    | 0,55   | 0,22   | 8,78   |
| 2014-2015 | Sacramento  | 82     | 82     | 32,6   | 43,7  | 35,8   | 81,2 | 2,94    | 1,71    | 0,94   | 0,23   | 12,15  |
| 2015-2016 | Sacramento  | 68     | 53     | 21,2   | 42,9  | 36,2   | 71,8 | 2,18    | 1,16    | 0,76   | 0,15   | 7,81   |
| 2016-2017 | Sacramento  | 61     | 27     | 19,3   | 43,0  | 38,2   | 75,3 | 2,11    | 0,84    | 0,48   | 0,10   | 8,11   |
| 2017-2018 | Memphis     | 56     | 17     | 19,5   | 42,1  | 34,6   | 82,8 | 2,48    | 0,91    | 0,68   | 0,27   | 7,54   |
| 2018-2019 | Sacramento  | 19     | 0      | 8,3    | 39,1  | 41,5   | 66,7 | 0,89    | 0,21    | 0,32   | 0,16   | 3,95   |
| 2019-2020 | Houston     | 71     | 23     | 22,8   | 44,4  | 40,0   | 74,6 | 2,21    | 0,82    | 0,63   | 0,23   | 10,07  |
| 2020-2021 | Houston     | 32     | 4      | 16,8   | 35,7  | 33,1   | 71,9 | 2,06    | 0,88    | 0,62   | 0,09   | 7,44   |
| 2020-2021 | L.A. Lakers | 21     | 1      | 17,5   | 39,0  | 36,8   | 76,2 | 1,60    | 0,50    | 0,10   | 0,30   | 8,00   |
| 2021-2022 | Portland    | 64     | 6      | 20,1   | 40,1  | 36,2   | 81,8 | 1,60    | 0,90    | 0,60   | 0,20   | 10,20  |
| Carrière  | Carrière    | 556    | 267    | 22,5   | 41,4  | 36,3   | 78,0 | 2,30    | 1,00    | 0,60   | 0,20   | 9,00   |

Mise à jour le 31 mai 2022

#### Playoffs
| Saison   | Équipe      | Matchs | Titul. | Min./m | % Tir | % 3pts | % LF | Rbds/m. | Pass/m. | Int/m. | Ctr/m. | Pts/m. |
| -------- | ----------- | ------ | ------ | ------ | ----- | ------ | ---- | ------- | ------- | ------ | ------ | ------ |
| 2020     | Houston     | 11     | 0      | 11,8   | 37,5  | 38,9   | –    | 1,00    | 0,50    | 0,40   | 0,00   | 4,00   |
| 2021     | L.A. Lakers | 4      | 0      | 9,0    | 22,2  | 33,3   | –    | 1,80    | 0,30    | 0,30   | 0,00   | 1,50   |
| Carrière | Carrière    | 15     | 0      | 11,1   | 34,7  | 38,1   | –    | 1,20    | 0,50    | 0,30   | 0,00   | 3,30   |

Mise à jour le 31 mai 2022

## Records sur une rencontre en NBA
Les records personnels de Ben McLemore en NBA sont les suivants, :
| Type de statistique        | Saison régulière | Saison régulière        | Saison régulière | Playoffs | Playoffs                | Playoffs          |
| Type de statistique        | Record           | Adversaire              | Date             | Record   | Adversaire              | Date              |
| -------------------------- | ---------------- | ----------------------- | ---------------- | -------- | ----------------------- | ----------------- |
| Points                     | 31               | Suns de Phoenix         | 16 avril 2014    | 14       | Thunder d'Oklahoma City | 18 août 2020      |
| Paniers marqués            | 10               | 6 fois                  | 6 fois           | 5        | Thunder d'Oklahoma City | 18 août 2020      |
| Paniers tentés             | 22               | 2 fois                  | 2 fois           | 9        | @ Lakers de Los Angeles | 12 septembre 2020 |
| Paniers à 3 points réussis | 8                | 3 fois                  | 3 fois           | 4        | Thunder d'Oklahoma City | 18 août 2020      |
| Paniers à 3 points tentés  | 18               | Thunder d'Oklahoma City | 28 mars 2022     | 9        | @ Lakers de Los Angeles | 12 septembre 2020 |
| Lancers francs réussis     | 10               | 2 fois                  | 2 fois           | -        | -                       | -                 |
| Lancers francs tentés      | 15               | Suns de Phoenix         | 16 avril 2014    | -        | -                       | -                 |
| Rebonds offensifs          | 3                | 11 fois                 | 11 fois          | 1        | 3 fois                  | 3 fois            |
| Rebonds défensifs          | 13               | Hawks d'Atlanta         | 30 novembre 2019 | 5        | @ Suns de Phoenix       | 1er juin 2021     |
| Rebonds totaux             | 13               | Hawks d'Atlanta         | 30 novembre 2019 | 6        | @ Suns de Phoenix       | 1er juin 2021     |
| Passes décisives           | 7                | 2 fois                  | 2 fois           | 2        | @ Lakers de Los Angeles | 6 septembre 2020  |
| Interceptions              | 4                | 7 fois                  | 7 fois           | 1        | 5 fois                  | 5 fois            |
| Contres                    | 3                | @ Mavericks de Dallas   | 10 mars 2018     | -        | -                       | -                 |
| Balles perdues             | 6                | @ Bulls de Chicago      | 7 mars 2018      | 1        | 4 fois                  | 4 fois            |
| Minutes jouées             | 50               | Wizards de Washington   | 18 mars 2014     | 24       | Thunder d'Oklahoma City | 18 août 2020      |

- Double-double : 1
- Triple-double : 0

Dernière mise à jour : 15 juillet 2022

## Salaires
Les gains de Ben McLemore en NBA sont les suivants :
| Saison      | Équipe        | Salaire      |
| ----------- | ------------- | ------------ |
| 2013-2014   | Kings         | 2 895 960 $  |
| 2014-2015*  | Kings         | 3 026 280 $  |
| 2015-2016   | Kings         | 3 156 600 $  |
| 2016-2017   | Kings         | 4 008 852 $  |
| 2017-2018   | Grizzlies     | 5 200 000 $  |
| 2018-2019   | Kings         | 5 460 000 $  |
| 2019-2020   | Rockets       | 2 028 594 $  |
| 2020-2021   | Rockets       | 2 283 034 $  |
| 2020-2021   | Lakers        | 455 090 $    |
| 2021-2022   | Trail Blazers | 2 389 641 $  |
| Total Gains | Total Gains   | 30 904 081 $ |

Notes :
- * Pour la saison 2014-2015, le salaire moyen d'un joueur évoluant en NBA est de 4 500 000 $[13].